# 否定前件
否定前件（英語：denying the antecedent）或假值傳遞是一種形式謬誤，其形式如下：
若P則Q
非P
因此，非Q

## 範例
如果有火災，就會有濃煙。
沒有火災。
因此，沒有濃煙。

沒有火災未必表示沒有濃煙，來到火力發電廠或者充滿吸菸者的房間當中，一樣充滿了濃煙，但這些地方沒有火災。

如果下雨，地上就會濕。
沒有下雨。
因此，地上沒有濕。

沒有下雨未必代表地上沒有濕，有可能是有人灑水，亦有可能是灑水車清潔地面等。以上這些情境，地上一樣是濕的，但並沒有下雨。

如果顯微鏡下有一個完整的植物細胞，則有細胞壁。
沒有植物細胞。
則沒有細胞壁。

沒有植物不代表沒有細胞壁，尚有其他生物具有細胞壁，如一些真菌界與細菌界生物等也具有細胞壁，但它們並非植物界生物。

## 外部連結
- （英文）Logical Fallacy: Denying the Antecedent（页面存档备份，存于）